# × Brassidium
× Brassidium viết tắt trong thương mại là Brsdm, là một chi lan lai giữa các chi Brassia và Oncidium (Brs x Onc).

## Hình ảnh

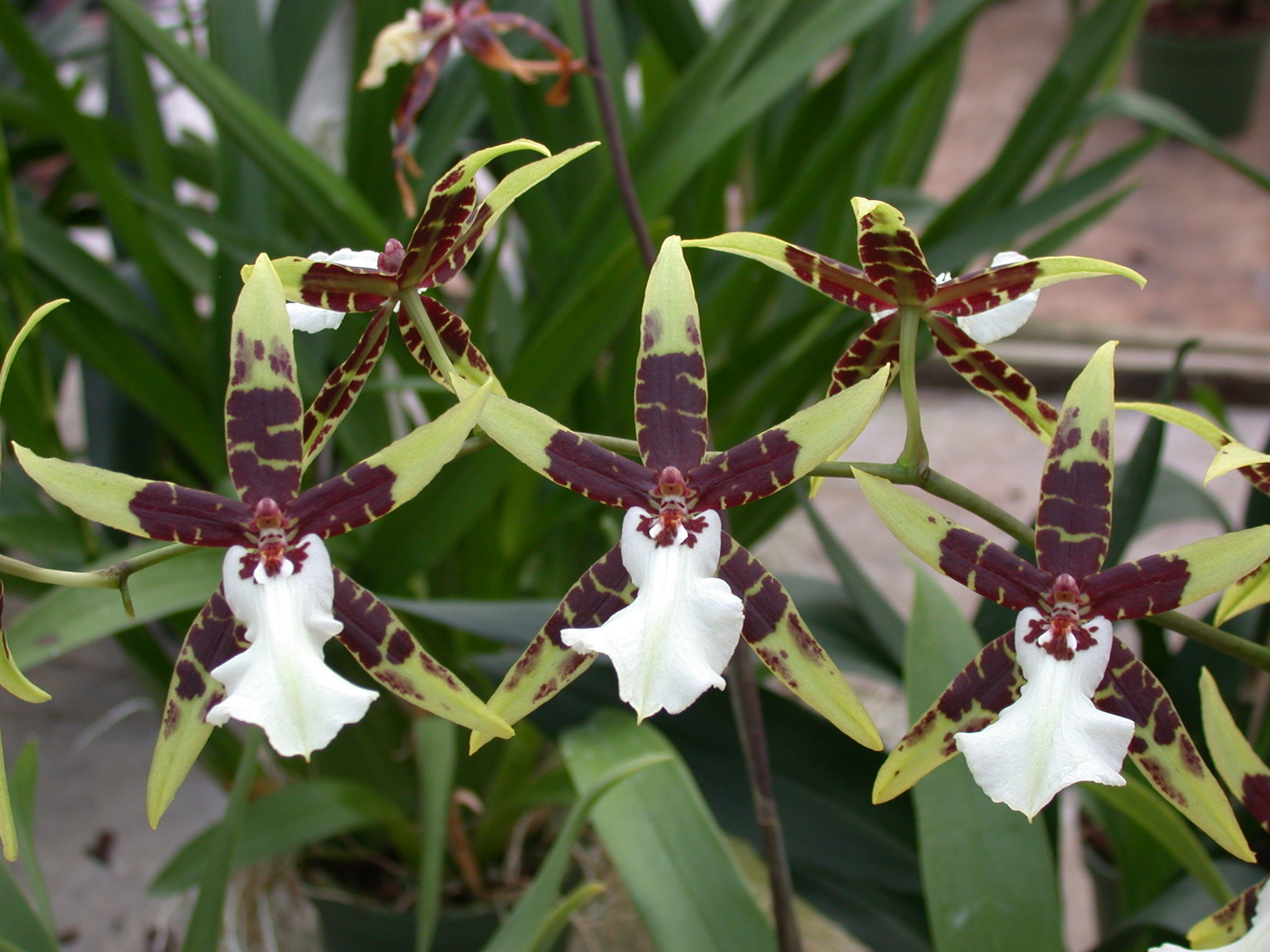